# Liste von Burgen und Schlössern im Ruhrtal
Die Liste von Burgen und Schlössern im Ruhrtal listet die Burgen und Schlösser im Tal der Ruhr. Es handelt sich um Anlagen in den Niederungen und auf den Anhöhen. Sie sind von der Mündung bis zur Quelle von Westen nach Osten sortiert. Zu den historischen Territorien zählen das Herzogtum Kleve, die Herrschaft Broich, das Herzogtum Berg, das Stift Werden, das Stift Essen, die Grafschaft Mark und das Herzogtum Westfalen.

## Liste
| Name                     | Ort / Lage             | Typ                                                                                     | Herrschaft                                                                | Bemerkungen | Bild |
| ------------------------ | ---------------------- | --------------------------------------------------------------------------------------- | ------------------------------------------------------------------------- | --- | ---- |
| Schloss Styrum           | Mülheim-Styrum         |                                                                                         | Herrschaft Styrum                                                         | Anstelle eines alten Hofguts auf einem Sandwall der Ruhr, ließ Graf Dietrich von Altena-Isenberg, ein Sohn Friedrichs von Isenberg, gemeinsam mit seinem Sohn Eberhard I. 1289 ein erstes Burghaus errichten. |      |
| Schloss Broich           | Mülheim-Broich         |                                                                                         | Herrschaft Broich                                                         | Die Befestigungsanlage liegt an der historischen Ruhrfurt des alten Hellwegs und ist in Teilen der älteste erhaltene frühmittelalterliche Wehrbau der späten Karolingerzeit nördlich der Alpen. |      |
| Motte Nettelshof         | Essen-Kettwig          | Turmhügelburg                                                                           |                                                                           | Die Anlage diente in jener Zeit der Kontrolle der nach Kettwig führenden Ruhrbrücke, die der Jülicher Herzog Wolfgang Wilhelm von Pfalz-Neuburg im Jahr 1635 abbrechen ließ. Die Burg ist abgegangen. |      |
| Schloss Hugenpoet        | Essen-Kettwig          | Wasserburg                                                                              | Stift Werden                                                              | Der Name kann als „Krötenpfuhl“ gedeutet werden, was einen Hinweis auf die dortigen sumpfigen Auenlandschaften im Ruhrtal gibt. Die Anlage diente früher der Kontrolle der nach Kettwig führenden Ruhrbrücke. |      |
| Schloss Landsberg        | Essen-Kettwig          | Höhenburg                                                                               | Stift Werden                                                              | Während des 17. und 18. Jahrhunderts mehrfach verändert, erhielt die Anlage ihre heutige Gestalt im Stil des Historismus durch den Industriellen August Thyssen, der sie 1903 erwarb und zu seinem repräsentativen Wohnsitz umgestalten ließ. |      |
| Schloss Oefte            | Essen-Kettwig          | Schloss                                                                                 | Stift Werden                                                              | Bereits im 9. Jahrhundert erstmals urkundlich erwähnt, ist die Anlage einer der ältesten Herrensitze in der Region. |      |
| Burg Luttelnau           | Essen-Kettwig          | Turmhügelburg                                                                           | Stift Werden                                                              | Sie ist die einzige zumindest noch teilweise erhaltene Motte (Turmhügelburg) an der Ruhr. |      |
| Schloss Baldeney         | Essen-Bredeney         | Wasserburg                                                                              | Stift Werden                                                              | Es gab dem 1933 fertiggestellten Baldeneysee, an dessen Nordufer es liegt, seinen Namen. |      |
| Neue Isenburg            | Essen-Bredeney         | Höhenburg                                                                               |                                                                           | Sie ist nach der Hattinger Isenburg benannt, welche weiter flussaufwärts lag. Die Hanglage ermöglichte die Burg leicht zu verteidigen. Sie hat eine strategisch günstige Lage in der Nähe der Kölnischen Straße und des Hellwegs. Die Zerstörung erfolgte 1288. |      |
| Schloss Schellenberg     | Essen-Rellinghausen    | Wasserburg                                                                              | Stift Essen, Stift Rellinghausen                                          | Es war von 1452 bis 1993 Eigentum der Freiherren von Vittinghoff genannt Schell zu Schellenberg und bis 1909 deren Wohnsitz. |      |
| Burg Holtey              | Essen-Burgaltendorf    | Niederungsburg                                                                          | Stift Essen ?                                                             | Die Burg wurde am Grund des Ruhrtales direkt an einer Furt eines später versandeten Flussarms der Ruhr errichtet. Die Burg ist abgegangen. |      |
| Haus Horst               | Essen-Horst            | Höhenburg ?                                                                             | Stift Essen                                                               | Die Anlage liegt an einer alten Furt über die Ruhr an einer Abzweigung des im Mittelalter bedeutenden Hellwegs. Möglicherweise sollte sie diese kontrollieren und schützen. |      |
| Burg Altendorf           | Essen-Burgaltendorf    | Wasserburg                                                                              | Stift Essen                                                               | Die Ruine steht auf einer Halbinsel südlich der Ruhr auf einer Höhe von 100 Meter über NN, und verfügt über den größten erhaltenen Wohnturm zwischen Rhein und Weser. Die Wassergräben sind versandet. |      |
| Burg Rauendahl           | Hattingen-Welper       | Niederungsburg                                                                          | Herzogtum Westfalen ?                                                     | Abgegangen, evtl. unter der Ruhr. |      |
| Isenburg                 | Hattingen              | Spornburg                                                                               | Friedrich von Isenberg, Teil der Familie der späterne Grafen von der Mark | Die Burg lag in der Nähe am damaligen Hilinciweg (Kleiner Hellweg, westlich der Burg) und dessen Übergang über die Ruhr an einer Furt. Die Furt an der Burg war aber eine andere. Friedrich von Isenberg musste sich für den Tod seinen Onkel zweiten Grades, den Erzbischof Engelbert I. von Köln verantworten, und wurde hingerichtet. Die Burg wurde daraufhin geschleift. |      |
| Burg Blankenstein        | Hattingen-Blankenstein | Höhenburg                                                                               | Grafschaft Mark                                                           | Die Burg wurde nach der Zerstörung der Isenburg gebaut. Sie war gemeinsam mit der Burg Altena, der Burg Wetter und der Burg Volmarstein eine der vier Hauptburgen der Grafen von der Mark. |      |
| Haus Kemnade             | Hattingen-Blankenstein | Wasserburg                                                                              | Lehen des Hauses Lippe                                                    | Bis 1486 lag das Anwesen am nördlichen Ufer der Ruhr auf Stiepeler Ortsgebiet. Nach einem Hochwasser in jenem Jahr änderte der Fluss aber seinen Lauf in nördliche Richtung, sodass Haus Kemnade seitdem getrennt vom Ort in den südlichen Ruhrauen liegt. |      |
| Burg Hardenstein         | Witten-Herbede         | Niederungsburg                                                                          | Herrschaft Hardenberg, Herzogtum Berg                                     | Sie diente hauptsächlich als Wohnsitz seiner herrschaftlichen Besitzer und war daher nur bedingt wehrhaft. |      |
| Schloss Steinhausen      | Witten-Bommern         |                                                                                         |                                                                           | Im 13. Jahrhundert von den Herren von Witten erbaut, diente es zur Sicherung eines Ruhrübergangs. |      |
| Burg Volmarstein         | Wetter-Volmarstein     | Höhenburg                                                                               | Kurköln, Grafschaft Mark                                                  | Volmarstein wechselte, ebenso wie Werdingen und Hohensyburg zwischen Kurköln und der Grafschaft Mark. |      |
| Burg Wetter              | Wetter                 | Höhenburg                                                                               | Grafschaft Mark                                                           | Die Burg wurde zwischen 1250 und 1274 von den Grafen von der Mark vermutlich als Vorposten gegen die kurkölnische Burg Volmarstein errichtet. |      |
| Wasserschloss Werdringen | Hagen-Vorhalle         | Wasserburg                                                                              | Kurköln, Grafschaft Mark                                                  | Werdringen wechselte, ebenso wie Volmarstein und Hohensyburg zwischen Kurköln und der Grafschaft Mark. |      |
| Hohensyburg              | Dortmund-Syburg        | Höhenburg                                                                               | Kurköln, Grafschaft Mark                                                  | Hohensyburg wechselte, ebenso wie Volmarstein und Werdringen zwischen Kurköln und der Grafschaft Mark. Die Burg liegt oberhalb des Zusammenflusses von und Lenne |      |
| Haus Villigst            |                        |                                                                                         |                                                                           | |      |
| Haus Ruhr (Hengsen)      | Holzwickede-Hengsen    | Niederungsburg                                                                          |                                                                           | Im Mittelalter war die auch als Burg Rura oder später auch Lappenhausen bekannte Anlage eine der bedeutendsten und größten Burgen an der Ruhr. |      |
| Haus Opherdicke          | Holzwickede-Opherdicke | Wasserburg                                                                              |                                                                           | Das Haus steht östlich des Ortskerns auf dem Kamm des Ardeygebirges mit Blick nach Süden ins Tal der Ruhr. |      |
| Schloss Dahlhausen       |                        |                                                                                         |                                                                           | |      |
| Burg Ardey               | Fröndenberg-Ardey      | Höhenburg                                                                               | Grafschaft Mark                                                           | |      |
| Haus Füchten             | Ense                   | Niederungsburg ?, Umbau zum Herrenhaus                                                  |                                                                           | Die damals an diesem Ort befindliche Burg, möglicherweise am Ruhrufer (Füchten = Feuchte), wurde erstmals 1298 als curtis de Vuchtene erwähnt. |      |
| Burg Hünenknüfer         | Fröndenberg-Bentrop    | Turmhügelburg                                                                           |                                                                           | Die einstige Hochmotte (Turmhügelburg) lag auf einem hohen Hang über dem breiten Ruhrtal. |      |
| Schloss Höllinghofen     | Arnsberg-Voßwinkel     | Wasserburg                                                                              |                                                                           | In den 1960er Jahren dienten Schloss und Park – wie auch das nahe Schloss Herdringen – als Kulisse für Edgar-Wallace-Filme. |      |
| Burg Oldenburg           | Ense-Höingen           | Höhenburg                                                                               | Kurköln                                                                   | Die liegt auf dem Fürstenberg (279 m ü. NN) an der Ruhr. Mit dieser Burg versuchte der Erzbischof von Köln seine Interessen gegen die Grafen von Arnsberg und die arnsbergische Stadt Neheim zu sichern. |      |
| Schloss Herdringen       | Arnsberg-Herdringen    | Niederungsburg ?, Umbau einer der bedeutendsten neugotischen Profanbauten in Westfalen. |                                                                           | In den 1960er Jahren dienten Schloss und Park – wie auch das nahe Schloss Höllinghofen – als Kulisse für Edgar-Wallace-Filme. |      |
| Rüdenburg                | Arnsberg               | Höhenburg                                                                               |                                                                           | Die Bergfeste auf dem Römberg (303 m) diente der Sicherung der kurz zuvor von den Werler Grafen im Raum des späteren Arnsberg erworbenen Territorien und der Kontrolle des vom Rhein über Lüdenscheid/Balve nach Arnsberg und weiter zum östlichen Hellweg führenden Fernweges.                                                                                               |      |
| Schloss Arnsberg         | Arnsberg               | Höhenburg                                                                               |                                                                           | |      |
| Burg Wildshausen         | Arnsberg-Oeventrop     | Turmhügelburg                                                                           |                                                                           | |      |
| Stesser Burg             | Meschede               | Wallburg                                                                                |                                                                           | Die Wallburg lagt auf dem Stesser Burg, ein an der Ruhr gelegener, bewaldeter Berg auf 326,7 m Meereshöhe. |      |
| Schloss Laer             | Meschede-Laer          | Niederungsburg, zum Schloss umgestaltet                                                 | Kurköln                                                                   | Im Mittelalter wurde in der Nähe der Ruhr in Tallage eine Wasserburg angelegt. Von der ursprünglichen Burg sind nur geringe Reste erhalten. |      |
| Hünenburg                |                        | Höhenburg                                                                               |                                                                           | Die Hünenburg ist eine Wallanlage auf einem Bergvorsprung nördlich der Ruhr. |      |
| Burg Eversberg           |                        |                                                                                         |                                                                           | Die Ruinen befinden sich im auf dem 453 m ü. NHN hohen Schlossberg, der sich über dem Ruhrtal am südlichen Rand von Eversberg erhebt. |      |
| Schloss Gevelinghausen   |                        |                                                                                         |                                                                           | |      |
| Schloss Schellenstein    |                        |                                                                                         |                                                                           | |      |
| Schloss Antfeld          |                        |                                                                                         |                                                                           | |      |
| Schloss Bruchhausen      |                        |                                                                                         |                                                                           | |      |
| Schloss Wildenberg       |                        |                                                                                         |                                                                           | |      |